# Lactobacillus equigenerosi
Il Lactobacillus equigenerosi è una specie di batterio appartenente alla famiglia delle Lactobacillaceae.